# Симфония № 3 (Сен-Санс)
Симфония № 3 до минор, опус 78 ― произведение Камиля Сен-Санса, написанное в 1886 году.

## История и описание
Симфония была заказана в начале 1886 года Королевским филармоническим обществом, и первое её исполнение состоялось 19 мая того же года в Сент-Джеймс-холле в Лондоне (дирижировал сам автор). После смерти Ференца Листа полтора месяца спустя Сен-Санс посвятил произведение памяти этого композитора.
Эта симфония является пиком карьеры композитора, о чём свидетельствуют его слова: «Того, чего я достиг [при сочинении симфонии], я никогда больше не добьюсь». Одной из уникальных черт произведения является наличие в исполнительском составе клавишных инструментов — фортепиано и органа.

## Структура
Симфония состоит из двух частей, каждая из которых поделена на два раздела.
- 1.1 Adagio ― Allegro moderato

- 1.2 Poco adagio
- 2.1 Allegro moderato ― Presto

- 2.2 Maestoso

Примерная продолжительность симфонии составляет 35 минут.

## Исполнительский состав
Произведение написано для 3 флейт, 2 гобоев, английского рожка, 2 кларнетов, бас-кларнета, 2 фаготов, контрафагота, 4 валторн, 3 труб, 3 тромбонов, тубы, литавр, треугольника, тарелок, бас-барабана, фортепиано, органа и струнных.